# Кобаяси, Каору
Каору Кобая́си (яп. 小林 薫 Кобаяси Каору, 30 ноября 1968 года — 21 февраля 2013 года) — японский преступник; педофил и убийца. Был арестован, осуждён и приговорён к смертной казни за похищение и убийство семилетней девочки; 21 февраля 2013 года казнён в Осаке.

## Биография
Кобаяси родился в Осаке в 1968 году и был старшим из трёх братьев в семье. Когда ему было 10 лет, его мать умерла, его и братьев вырастил отец, содержавший заправочную станцию. Поскольку семья Кобаяси была бедной, он с детства работал разносчиком газет.
В 1989 году он был обвинён в развратных действиях в отношении восьми девочек в Осаке и получил условный приговор. В октябре 1991 года он вновь попытался приставать к пятилетней девочке, а когда она стала сопротивляться, попытался задушить её. За это нападение он был приговорён к 3 годам тюрьмы, но получил досрочное освобождение, и после освобождения работал в городе Нара разносчиком газет компании «Майнити симбун».
17 ноября 2004 года Кобаяси похитил первоклассницу Каэдэ Арияму (яп. 有山 楓 Арияма Каэдэ), когда она шла из школы домой. Он сфотографировал девочку камерой её собственного мобильного телефона и послал фотографию матери Каэдэ с сообщением «Ваша дочь у меня». Кобаяси убил Каэдэ и выбросил её тело в посёлке Хегури рядом с Нарой. Той же ночью тело было обнаружено. Вскрытие показало, что причиной смерти было утопление. Вода в лёгких Каэдэ была чистой, что указывало на то, что она была утоплена в раковине или ванне. Также было выяснено, что перед убийством Кобаяси раздел Каэдэ, а после снова одел. На руках и ногах Каэдэ были царапины, некоторые зубы отсутствовали — было установлено, что эти повреждения получены посмертно. 14 декабря 2004 года Кобаяси послал с телефона Каэдэ её матери ещё одно сообщение: «Теперь я заберу её младшую сестру».
30 декабря 2004 года Кобаяси, который жил один в посёлке Санго недалеко от Нары, был арестован за похищение. Аресту способствовал телефон жертвы, поскольку мобильный оператор записывал его местонахождение и отсылаемые с него сообщения. В квартире Кобаяси полиция нашла видео и журналы, содержащие детскую порнографию, а также телефон и школьный ранец Каэдэ. Обнаружилась также целая коллекция женского нижнего белья, украденного в период с июня по декабрь 2004 года.
В январе 2005 года Кобаяси был обвинён в похищении Ариямы. Поскольку он уже имел судимости за развращение малолетних, общественность требовала принять в Японии закон об информировании населения о зарегистрированных насильниках и педофилах.

## Суд и приговор
Суд над Кобаяси начался 18 апреля 2005 года. Кобаяси сказал: «Я хочу быть приговорённым к смерти как можно скорее, и оставить такое же наследие, как новый Цутому Миядзаки или Мамору Такума». Однако и Миядзаки, и Такума убили много детей и считались сумасшедшими. Миядзаки, узнав об этом, заявил: «Я не позволю ему называть себя „вторым Цутому Миядзаки“, когда он ещё даже не прошёл психиатрическую экспертизу». Экспертиза констатировала, что Кобаяси страдал от антисоциального расстройства и был педофилом, но осознавал свои действия. 26 сентября 2006 года окружной суд Нары признал Кобаяси виновным в похищении и убийстве Каэдэ Ариямы и приговорил его к смертной казни через повешение. Его адвокаты в тот же день подали апелляцию, но 10 октября отозвали её. Новый адвокат Кобаяси в июне 2007 года заявил, что отзыв недействителен, но 21 апреля 2008 года окружной суд Нары отклонил это заявление. В мае 2008 года верховный суд Осаки оставил решение в силе. В июле 2008 года Верховный суд Японии оставил решение в силе.
Кобаяси был повешен в Осаке 21 февраля 2013 года вместе с другим убийцей Масахиро Канагавой.
.

## Последствия
После ареста Кобаяси выяснилось, что за ним числилась ещё и кража денег за подписку на газеты. Управляющий одной из компаний, ответственных за доставку газет в осакском районе Хигаси-Сумиёси, обнаружил недостачу в размере 230 тысяч иен и выяснил, что их украл Кобаяси, который к тому времени работал в другой компании в посёлке Каваи префектуры Нара. Управляющий обратился в полицию, и 17 ноября 2004 года, в день похищения Ариямы, судья выписал ордер на арест Кобаяси за растрату. Но менеджер не сообщил в полицию об этом, поскольку Кобаяси обещал ежемесячно выплачивать ему деньги. После обнародования этого факта руководство «Майнити симбун» 19 января 2005 года заявило о разрыве контракта с двумя агентствами разносчиков газет из Каваи и Хигаси-Сумиёси.
Японский журналист Акихиро Отани ещё до ареста Кобаяси заявлял, что Арияму убил некий член субкультуры отаку, предположительно коллекционер фигурок, изображающих аниме-персонажей. В истории Японии уже был подобный случай —  известный маньяк Цутому Миядзаки, также убивавший и насиловавший маленьких девочек, был фанатом жестокого аниме. Несмотря на то, что Кобаяси, как оказалось, не был связан с субкультурой отаку и не имел ни одной фигурки, его арест вызвал в Японии новую волну негатива по отношению к отаку.